# Edenilson Bergonsi
Edenilson Bergonsi, meglio noto come Edenilson (Carlos Barbosa, 13 settembre 1987), è un ex calciatore brasiliano, di ruolo centrocampista.

## Carriera
Ha giocato nella massima serie bulgara, kosovara, lituana e gibilterriana.

## Palmarès

### Club

#### Competizioni nazionali
- Coppa di Lituania: 1

Panevėžys: 2020